# Campionato sudamericano femminile di pallavolo 1967
Il VII campionato sudamericano femminile di pallavolo si è svolto nel 1967 a Santos, in Brasile. Al torneo hanno partecipato 5 squadre nazionali sudamericane e la vittoria finale è andata per la seconda volta consecutiva al Perù.

## Squadre partecipanti
| - Brasile - Cile - Paraguay - Perù - Uruguay |

## Classifica finale
| Classifica | Squadre  |
| ---------- | -------- |
|            | Perù     |
|            | Brasile  |
|            | Paraguay |
| 4          | Uruguay  |
| 5          | Cile     |